# Centrale Drogenbos
Centrale Drogenbos van Electrabel is een elektriciteitscentrale op aardgas aan het kanaal Brussel-Charleroi.

## Geschiedenis
De eerste stroomcentrale van Drogenbos werd in 1911 gebouwd door de Engelsen van Continental de gaz et d'électricité. Ze had een vermogen van 500 kW en werd pas in 1929 op het net aangesloten. Na diverse uitbreidingen kwam er in 1976 een eerste gasturbine. De bouw van een moderne stoom- en gascentrale werd aangevat in 1991. Er was een investering van 300 miljoen euro mee gemoeid, waarin ook SPE voor een klein deel participeerde. De indienstname volgde in 1993.
Vanaf 2016 nam Electrabel Drogenbos uit de markt wegens onrendabel. Via deelname aan de strategische reserve was de helft van de capaciteit nog beschikbaar in open cyclus.
In 2017 begon Electrabel met het omschakelen van de site naar een 'opslagpark'. In een eerste fase werden lithium-ionbatterijen van vier producenten opgesteld (met 6 MW de grootste installatie in België). Eén van de containers vloog op 11 november 2017 in brand, waarna het rampenplan werd afgekondigd.

## Beschrijving
De centrale is uitgerust met:
- Twee gasturbines Siemens V94.2 Multi-shaft (2 × 150 MW)
- Twee stoomketels met warmterecuperatie CMI (80 bar/525 °C en 7 bar/216 °C)
- Een stoomturbine GEC-Alsthom van 175 MW
- Een koeltoren van 103 m hoog en bij de top 50 m breed
- Twee schoorstenen van 60 m hoog.

Op de koeltoren nestelen sinds 2000 slechtvalken. Op 70 m hoogte hadden ze anno 2013 al 22 valkjes grootgebracht. In 2005 is de toren versierd met bijna 100.000 LED's (groen, rood en blauw), gespreid over 57 lichtlijnen. De computergestuurde animatie zorgt voor een gevarieerd schouwspel.

## Voetnoten
1. ↑  Drogenbos gaat op grote schaal hernieuwbare energie opslaan, persbericht Engie-Electrabel, 10 juli 2017
2. ↑  Electrabel animeert 100 meter hoge koeltoren, Livios, 3 januari 2006